# 嘉義農林棒球隊
嘉義農林棒球隊，簡稱嘉農棒球隊，是日本時代台灣嘉義農林學校（今國立嘉義大學）的棒球代表隊。1931年，首次到台北參賽的嘉農棒球隊便奪得全台高校棒球冠軍，打破過去十二年由北部地區球隊壟斷，所謂「冠軍錦旗不過濁水溪」的傳統。隨後代表台灣赴日本參加第十七回夏季甲子園大會，以三勝一負的佳績獲得「準優勝」（亞軍），震驚日本棒壇，博得「英雄戰場 天下嘉農」的美譽。
其傳奇故事獲得台灣電影工作者魏德聖的青睞，由馬志翔執導以其為背景的電影《KANO》於2012年開拍，而在2014年2月27日上映。

## 隊史
「臺灣總督府嘉義農林學校」創立於日治時代的1919年4月，二年後改名為「臺南州立嘉義農林學校」，為今日國立嘉義大學的前身。

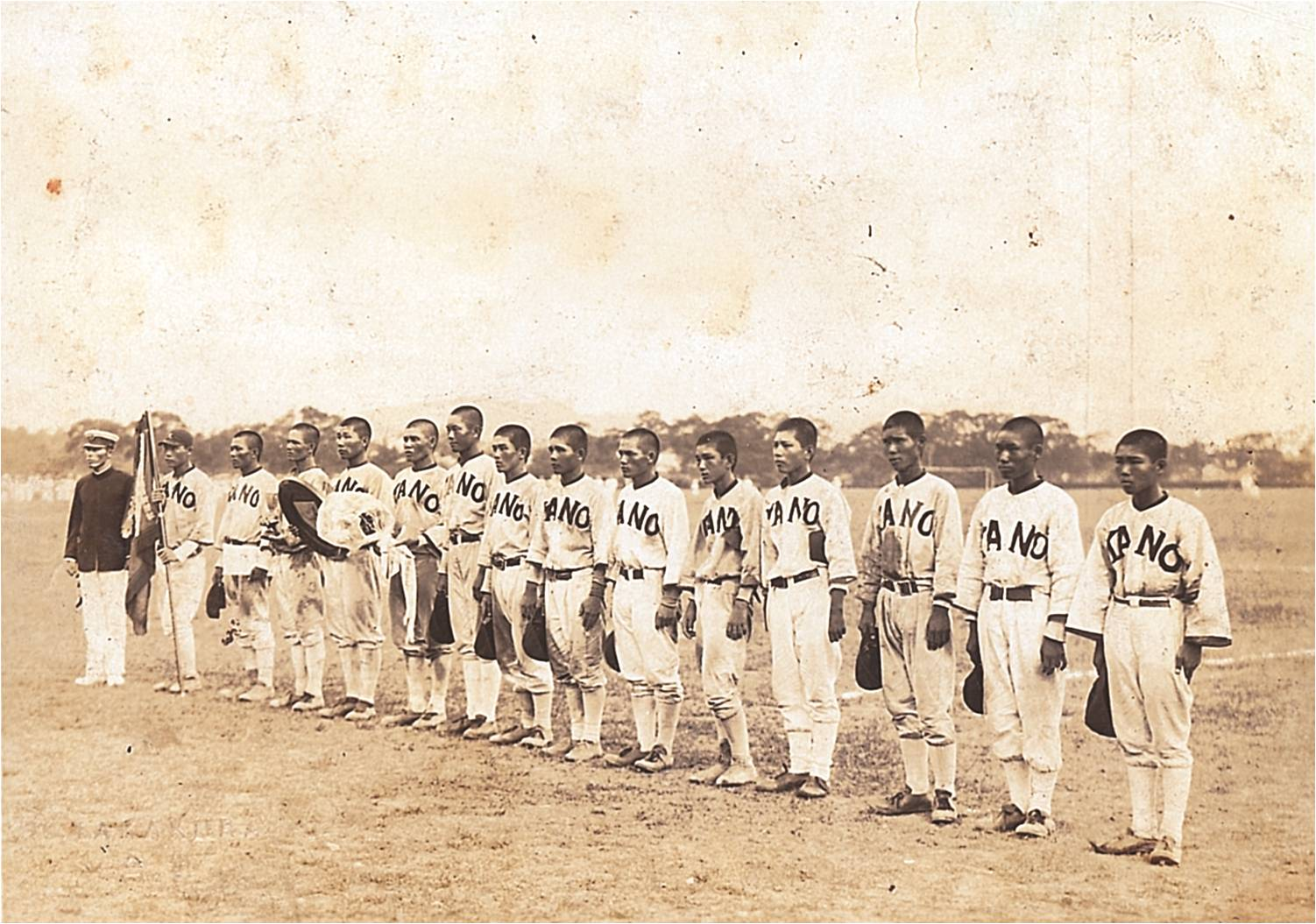
(左起)濱田次箕、吳明捷、陳耕元、拓弘山、蘇正生、藍德和、劉蒼麟、小里初雄、福島又男、羅保農、川原信男、崎山敏雄、里正一

(左)福島又男 (中)蘇正生 (右)羅保農

左為游擊手陳耕元(臺灣原住民)，中為投手吳明捷(漢人)，右為補手藍德和(原住民)

1928年4月，嘉義農林學校成立「野球部」（棒球隊），初期是由代數老師安藤信哉擔任部長，1929年改為山本繁雄，同年10月又改為濱田次箕。由於沒有棒球科班出身的教練，成績無過人之處。直到曾任甲子園名校「愛媛縣立松山商業學校」棒球部總教練的近藤兵太郎前來擔任教練，才開始展露頭角。
1931年，首次到台北參賽的嘉農棒球隊便奪得全台高校棒球冠軍，取得赴日本參加第17回全國中等學校優勝野球大會的代表權，打破過去十二年由北部地區球隊壟斷，所謂「冠軍錦旗不過濁水溪」的傳統。
嘉農在甲子園的首回戰輪空；8月15日的二回戰中，原本不被看好的嘉農以三比零擊敗神奈川縣立商工實習學校；18日的八強戰又以十九比七大勝來自北海道的札幌商業學校，震驚全日本。20日的準決賽裡，嘉農再以十比二大勝來自北九州的福岡縣小倉工業學校，成為台灣第一支打進入決賽的球隊。
8月21日的決賽裡，連投四場球的嘉農投手吳明捷雖然強忍著疲憊的身體出戰，磨破皮的手指卻早已經不聽使喚，最後球隊以零比四敗給了來自愛知縣的「中京商業學校」而屈居亞軍，但已博得「天下嘉農」的美譽，也開啟了「嘉農棒球隊」光輝的歲月。
嘉農在1931年創下農業學校在甲子園的最佳成績，直到2018年的第100回全國高等學校野球選手權紀念大會才由秋田縣的金足農業高校追平。
其後，嘉農棒球隊又於1933年、1935年、1936年三度進軍夏季甲子園大會；另外也於1935年進軍春季甲子園大會。
在這段期間，除吳明捷之外，嘉農還培養出許多優秀的棒球好手，包括陳耕元、蘇正生、吳昌征、吳新亨、羅保農及藍德和、藍德明等人。其中曾於1933年代表嘉農參加夏季甲子園大會的吳昌征，在1937年畢業後加入日本職棒巨人隊，後來又打過阪神隊與每日隊。
在日本職棒20年生涯中，吳昌征拿過打擊王、盜壘王、MVP，還投過無安打比賽，享有「人間機關車」的外號，去世後於1995年獲選進入野球殿堂。
而吳新亨也在1944年與吳昌征以19次盜壘成功並列「盜壘王」，1952年退休之後便擔任了日本職棒的裁判。

## 重要比賽與隊職員名單

### 1931年夏季甲子園大會代表隊
- 部長：濱田次箕
- 教練：近藤兵太郎
- 隊員：

投手：吳明捷 （本屆MVP） 外號：麒麟子、怪腕（台灣第一場完全比賽）
捕手：東和一（藍德和）
內野手：小里初雄、川原信男、上松耕一（陳耕元）、真山卯一（拓弘山）
外野手：平野保郎（羅保農）、蘇正生、福島又男
後補球員：崎山敏雄、里正一、谷井公好、積真哉、劉蒼麟
第一戰 輪空
第二戰(8/15) 嘉農（先攻）對 神奈川縣立商工實習學校(神奈川) （3:0）
準準決(8/18) 嘉農（後攻）對 札幌商業學校(北海道) (19A:7)
準決勝(8/20) 嘉農（後攻）對 福岡縣小倉工業學校(福岡) (10A:2)
決勝(8/21) 嘉農（先攻）對 中京商業學校(愛知) (0:4)

### 第19屆全國中等學校優勝棒球大會代表隊

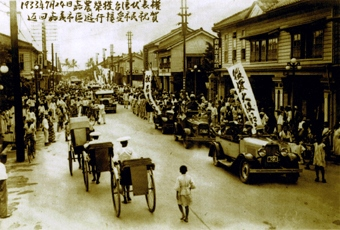
嘉義市區慶祝嘉農隊贏得甲子園高校野球大會臺灣代表權

### 1933年夏季甲子園大會（日语：第19回全国中等学校優勝野球大会）代表隊
- 部長：濱田次箕
- 教練：近藤兵太郎
- 隊員：

投手：平野保郎（羅保農）
捕手：川原信男
內野手：杉田健、今久留主淳、高木光夫、吉川武揚（楊吉川）
外野手：福島又男、吳波（吳昌征）、崎山敏雄
後補球員：有馬純高、張萬居、楊元雄、脇黑丸二男、木村靖
首戰 敗於 愛媛縣立松山中學校 (0:10)

### 1935年春季甲子園大會（日语：第12回選抜中等学校野球大会）代表隊
- 部長：濱田次箕
- 教練：近藤兵太郎
- 隊員：

投手：吳波（吳昌征）
捕手：今久留主淳
內野手：草野武彥、日高岩男、高木光夫、吉川武揚（楊吉川）
外野手：杉田健、木村靖、兒玉玄
後補球員：楊元雄、脇黑丸二男、林其祥、谷一、戶田大介、奧田元
首戰 敗於 埼玉縣立浦和中學校 (7:12)

### 1935年夏季甲子園大會代表隊
- 部長：濱田次箕
- 教練：近藤兵太郎
- 隊員：

投手：東公文（藍德明）
捕手：今久留主淳
內野手：杉田健、日高岩男、高木光夫、吉川武揚（楊吉川）
外野手：吳波（吳昌征）、木村靖、兒玉玄
後補球員：脇黑丸二男、戶田大介、谷一、河野博
首戰 勝 平安中學校 (4:3)
第二戰 敗於 愛媛縣立松山商業學校 (4:5)

### 1936年夏季甲子園大會代表隊
- 部長：濱田次箕
- 教練：近藤兵太郎
- 隊員：

投手：東公文（藍德明）
捕手：河野博
內野手：盛福彥、脇黑丸二男、奧田元、吉川武揚（楊吉川）
外野手：楊元雄、吳波（吳昌征）、兒玉玄
後補球員：戶田大介、富士農、園部久、濱口牡馬（郭壯馬）、濱口光也（郭光也）
首戰 勝 福岡縣小倉工業學校 (4:3)
第二戰 敗於 育英商業學校 (5:7)

### 1951年第一支國家代表隊

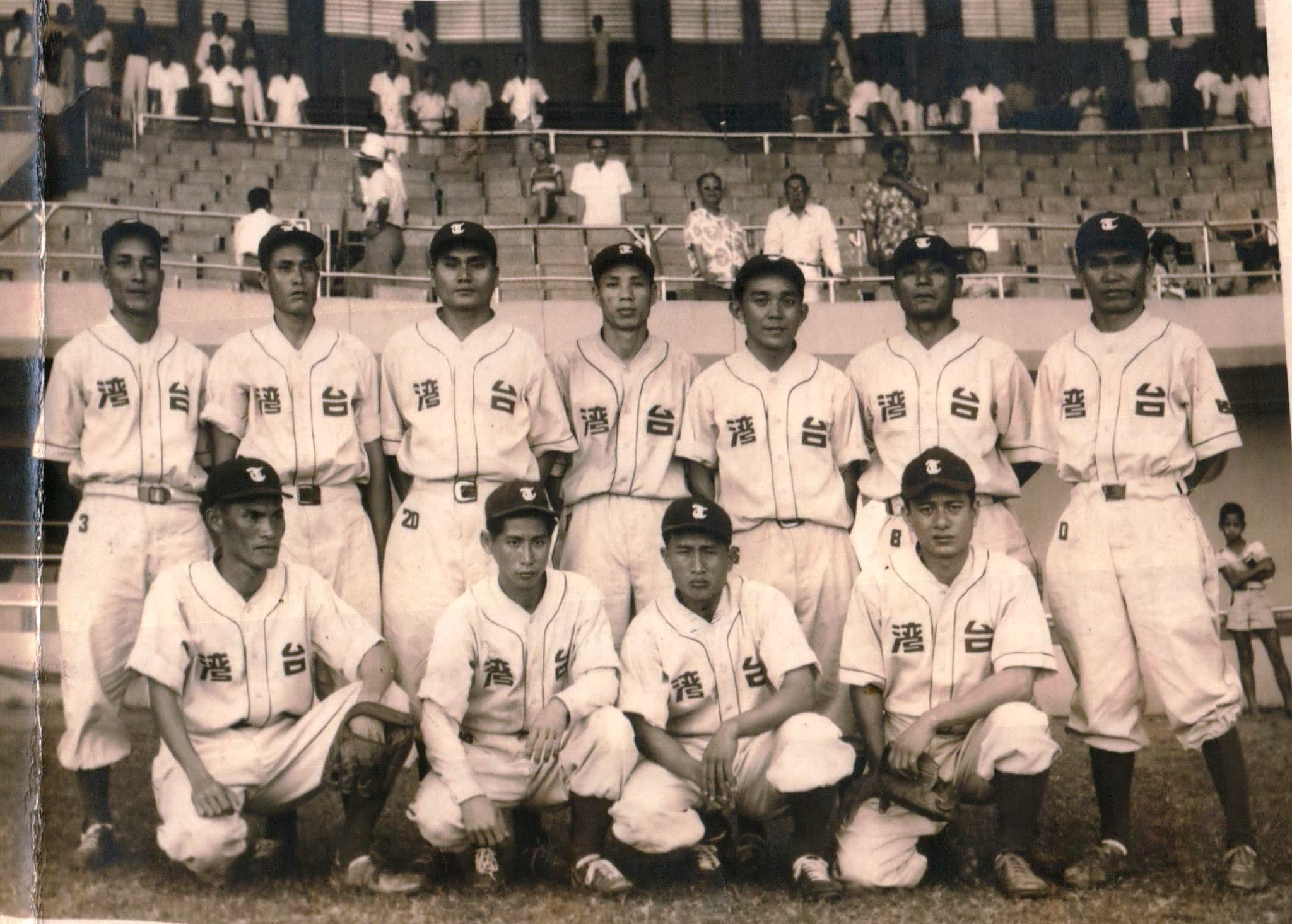
1951年，台灣代表隊嘉義農林棒球隊在菲律賓馬尼拉黎剎球場合影，球隊教練李詩計（後排右一）是嘉農棒球隊的第一代球員、優秀的外野手。球衣簡明繡上「台湾」兩個漢字。

1951年台灣首次選出嘉農隊成為國家代表隊赴菲律賓進行友誼賽，由第一代嘉農球員與合作金庫棒球隊總教練李詩計擔任教練，成為台灣首位國家級棒球教練。李詩計在遠征菲律賓前即已罹患結核病，但仍持續進行指導，直到1951年夏天才返回故鄉桃園大溪接受治療，隔年就過世，享年43歲。李詩計過世後，棒球界在高雄市為他舉辦「詩計盃棒球比賽大會」，悼念這位畢生奉獻給棒球的優秀教練。

## 應援歌
| 一、 靈峰新高仰ぎつつ 苦心を積みし幾星霜 立てし宣言果さんと ここに立ちたる吾が選手。 二、 母校のほまれ高めんと 勉めて止まぬその鍊磨 辛醬ここに效なりて 吾が陣容は整へり。 三、 大丈夫の心根と 日頃鍛へしこの腕 如何なる敵の出でんとも 擊ちて碎かんいざともに ラ嘉農、ラ嘉農 フレ、フレ、フレ ラ嘉農、ラ嘉農 フレ、フレ、フレ |

## 相關藝文作品
- 2014年由台灣導演魏德聖及馬志翔共同監製、導演的台灣電影《KANO》。

## 延伸閱讀
- 林華韋、林玫君，《典藏台灣棒球史－嘉農棒球 1928-2005》，行政院體育委員會，2005年10月1日
- 謝仕淵，《國球誕生前記：日治時期臺灣棒球史（页面存档备份，存于）》，國立臺灣 ，2012/12/1
- 謝仕淵，《日治時期臺灣棒球口述訪談 （页面存档备份，存于）》，國立臺灣 ，2012/12/1

## 外部連結
- 嘉義農林棒球隊在台灣棒球維基館上的頁面（繁體中文）